# Svene
Svene is een plaats in de Noorse gemeente Flesberg, provincie Buskerud. Svene telt 321 inwoners (2007) en heeft een oppervlakte van 0,36 km².